# Cris Peter
Cris Peter (15 juin 1983) est une coloriste brésilienne. Elle travaille principalement sur le marché de la bande dessinée américaine pour des éditeurs comme DC Comics et Marvel Comics. Elle a été nommée pour le prix Eisner pour ses couleurs dans la série de bande dessinée Casanova. Elle a également fait les couleurs de grandes bandes dessinées brésiliennes, comme Astronauta - Magnetar (avec Danilo Beyruth, publié par Panini Comics) et Pétalas (avec Gustavo Borges, publié par Marsupial Editora). En 2013, elle a publié le livre théorique O Uso das Cores (L'utilisation des couleurs), par Marsupial Editora. Elle a remporté le Troféu HQ Mix en 2016 et 2017, dans la catégorie « Meilleur coloriste »,.